# Henry Smith
Henry George Smith (Lanark, 10 marzo 1956) è un ex calciatore scozzese, di ruolo portiere.